# محافظة كركوك
محافظة كركوك (سابقًا: محافظة التأميم)؛ هي محافظة عراقية، تقع شمال العراق، تبلغ مساحتها 9679 كم² (3737 ميل مربع). بلغ عدد السكان 1،597،876 نسمة لعام 2018. عاصمتها مدينة كركوك، والمحافظة مقسمة إلى أربع أقضية، محافظ كركوك الحالي ریبوار طه مصطفی منذ آب سنة 2024.

## الاسم
كانت المحافظة تسمى حتى عام 2008 باسم محافظة التأميم نسبة إلى قرار تأميم النفط العراقي في بداية سبعينيات القرن العشرين، إلى أن صدر قرار من مجلس الوزراء العراقي برئاسة نوري المالكي بإعادة الاسم إلى كركوك.

## صناعة النفط
تشتهر بالإنتاج النفطي، حيث يوجد فيها ستة حقول نفطية أكبرها في مدينة كركوك ويبلغ المخزون النفطي حوالي 13 مليار برميل. يصدر النفط الشمالي عن طريق أنبوب نفط الشمال إلى ميناء جيهان التركي وعدد سكان محافظة كركوك يبلغ 752 ألف نسمة طبقا لعام 1997.

## التقسيمات الإدارية
تعتبر مدينة كركوك من المناطق المتنازع عليها بحسب المادة 140 من الدستور العراقي.
تنقسم محافظة كركوك لـ 4 أقضية إدارية:
- قضاء كركوك (1,138,703)
- قضاء داقوق (95,109)
- قضاء الدبس (70,774)
- قضاء الحويجة (293,290)[10]

## سكان محافظة كركوك

### إحصائيات السكان
تغير عدد السكان في المحافظة بسبب تغير الحدود الإدارية لمحافظة كركوك حسب سياسة الحكومة العراقية قبل الغزو الأمريكي للعراق في 2003م، حيث دمجت المناطق العربية القريبة من محافظتي الموصل وصلاح الدين إلى محافظة كركوك فزادت أعداد السكان العرب في مجمل المحافظة، وكذلك دمجت بعض المناطق الكردية الشمالية في محافظة أربيل مما قلّل نسبة الكرد في محافظة كركوك، وكذلك ألحقت مدن ذات غالبية تركمانية بمحافظتي صلاح الدين وديالى، وذلك ابتداء من إحصاء 1977، وأيضا فرض على ألفي شخص مسيحي التسجيل كعرب في الدوائر الحكومية الرسمية.
| نتائج إحصاء السكان لمحافظة كركوك |         |        |         |        |         |        |
| القومية                          | 1957    | النسبة | 1977    | النسبة | 1997    | النسبة |
| عرب                              | 109,620 | 28.2%  | 218,755 | 45%    | 544,596 | 72%    |
| أكراد                            | 187,593 | 48.2%  | 184,875 | 38%    | 155,861 | 21%    |
| تركمان                           | 83,371  | 21.4%  | 80,347  | 17%    | 50,099  | 7%     |
| آشوريون                          | 1,605   | 0.4%   |         |        |         |        |
| يهود                             | 123     | 0.03   |         |        |         |        |
| آخرون                            | 6,545   | 1.77%  | 0       | 0%     | 2,189   | 0.3%   |
| المجموع                          | 388,829 | 100%   | 483,977 | 100%   | 752,745 | 100%   |

بحسب إحصاء عام 1997، يُشكّل العرب نسبة 72% من سكان محافظة كركوك، وينتشرون في: قضاء الحويجة، قضاء داقوق، قضاء الدبس، ناحية الملتقى في قضاء كركوك، وقسم منهم داخل مدينة كركوك وقضاء كركوك. بينما يُشكّل الكرد نسبة 21% من سكان المحافظة ويتواجد أغلبهم في مدينة كركوك وجزء من قضاء داقوق، وقضاء الدبس، بموازاة ذلك يُشكّل التركمان نسبة 7% من السكان ويتمركزون في مدينة كركوك وقضاء داقوق  وأكبر عشائر العرب هم الجبور الذين ينتشرون في الحويجة وقضاء كركوك، وقليل منهم في داقوق والدبس يليهم العبيد في الحويجة وداقوق وقضاء كركوك ثم البو حمدان في الدبس وقليل منهم في قضاء كركوك والحويجة ثم بني عز في داقوق وشبيجة ثم النعيم في الحويجة ثم العزة في داقوق ثم اللهيب عند حدود كركوك مع تكريت ثم طيء في الرشاد حيث يتقاسمون السكن مع العبيد. ثم الحديديون في قضاء كركوك منذ أوائل القرن الماضي، وكذلك في قرية تحمل اسمهم "الحديدية"، وهي الآن أصبحت محلة معروفة بأسمهم 

## أهم المساجد

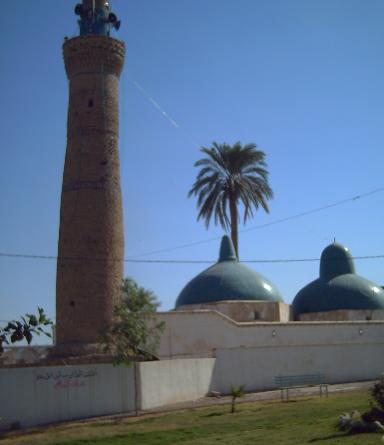
جامع النبي دانيال

تحتوي محافظة كركوك على الكثير من الجوامع والمساجد الأثرية التراثية ومنها مساجد بنيت في عهد الدولة العثمانية، وكذلك تحتوي المدينة على العديد من الأضرحة الأثرية والمقامات السنية وهي كالآتي::
- جامع النبي دانيال
- جامع دلي باش (القعقاع بن عمرو التميمي).
- جامع ملا احمد كرده (حبيب بن زيد).
- جامع ومرقد الإمام قاسم.
- مسجد قيس بن ثابت (الملا عمر كومبتي).
- جامع الحاج مصطفى آل قيردار.
- جامع علي بك الجلالي.
- جامع وتكية الشيخ عبد الباقي.
- جامع الشيخ محمد حسام الدين الحاج كوثر.
- جامع سعد بن أبي وقاص (جامع ملا قاوون).
- الجامع الكبير في القلعة.
- جامع المجيدية أو التكية الطالبانية.
- جامع وتكية السيد محمد نجيب الجباري.
- مسجد وتكية الشيخ عبد الكريم القطب.
- مسجد الشيخ جرجيس.